# Projet Sirius
Le projet Sirius est un projet d'Europol — une agence de l'Union européenne — créé en octobre 2017 pour répondre aux besoins de résolution des procédures policières et judiciaires, visant à répondre au besoin d'accès aux données situées à l'étranger, c'est-à-dire au-delà des frontières européennes, notamment dans le cas de l’utilisation des réseaux sociaux ou d'autres fournisseurs de services en ligne.

## Présentation

### Création
Le projet Sirius a été créé par Europol en octobre 2017 en réponse au besoin croissant des services policiers de l’Union européenne d'accéder aux preuves électroniques pour les enquêtes sur Internet, étant donné que plus de la moitié de toutes les enquêtes criminelles comprennent aujourd'hui une demande transfrontalière pour accéder à des preuves électroniques (comme des textes, des e-mails ou des applications de messagerie).
Dirigé par le Centre européen de lutte contre le terrorisme d'Europol et le Centre européen de lutte contre la cybercriminalité, en partenariat étroit avec Eurojust et l'European Judicial Network (en) (EJN, Réseau judiciaire européen), ce projet vise à aider les enquêteurs à faire face à la complexité et au volume d'informations dans un environnement en ligne en évolution rapide, en fournissant des directives sur des fournisseurs de services en ligne (OSP) spécifiques et des outils d'enquête et en faisant des retours d'expérience avec des pairs, en ligne et en personne.
Grâce à une collaboration continue avec Eurojust et le Réseau judiciaire européen, ce projet est désormais également ouvert aux autorités judiciaires. La communauté multidisciplinaire Sirius sur la plateforme restreinte de la plateforme Europol pour experts a accès à un large éventail de ressources, mises à jour en permanence.
La communauté Sirius sur la plateforme Europol pour experts représente les 28 États membres et plusieurs pays tiers qui ont conclu un accord opérationnel avec Europol. À l'avenir, Sirius continuera à fournir des formations de haute qualité à la fois via la plate-forme CEPOL et en personne, des outils innovants pour faciliter les enquêtes en ligne, ainsi que des directives à jour reflétant les derniers changements dans les politiques d'application de la loi des principaux fournisseurs de services en ligne.
Le projet Sirius a reçu un financement du Service des instruments de politique étrangère (FPI) de la Commission européenne dans le cadre de la convention de subvention No PI/2017/391-896. Europol est le seul bénéficiaire de cette subvention ; Eurojust et le Réseau judiciaire européen proposent leur collaboration sans être des co-bénéficiaires formels.

### Mise en œuvre
En 2019, dans l'Union européenne, l'un des instruments légaux les plus récents pour traiter de ce sujet est la Convention de Budapest sur la cybercriminalité. Des discussions sont également en cours avec les États-Unis. A cette date, le projet a permis d'aboutir à un rapport faisant l'état de lieux de la question.
En 2018, les pays membres ayant soumis les plus de requête sont l'Allemagne (38%), la France (18%) et le Royaume-Uni (17%). A cette date, les principaux GAFAs visés par ces requêtes européennes sont : Facebook (53 milliers), Google (47 milliers), Apple (43 milliers), Microsoft (22 milliers). Pour 66 % de ces requêtes, quelques informations ont été communiquées.

### Difficultés de mise en œuvre
Divers problèmes rendent difficile l'accès à l'information :[réf. nécessaire]
- la durée de la procédure ;
- la non-connaissance des données détenues par le fournisseur de service en ligne ;
- les procédures à utiliser ne sont pas définies et/ou pas encadrées ;
- les technologies d'analyse des réponses ne sont pas disponibles ;
- les requêtes et/ou les réponses ne sont accessibles que dans des langues étrangères (comme l'anglais).